# Александър Тонев
 Александър Антонов Тонев  е бивш български футболист. Най-често играе като дясно крило, но е еднакво полезен и като ляво крило, атакуващ полузащитник или нападател. Роден е на 3 февруари 1990 г. в Елин Пелин.

## Клубна кариера

### ЦСКА София
Започва кариерата си в юношеските формации на ЦСКА София. От 2007 г. е играч на ЦСКА София. Отбелязва първите си два гола в А ПФГ на 22 април 2009 г. в срещата Вихрен – ЦСКА, завършила 1:4. С ЦСКА е носител на Суперкупата на България за 2008 г. и шампион в А група за сезон 2007/2008.

### Под наем (в Сливен)
През сезон 2009/10 играе под наем в отбора на Сливен, а през есента на 2010 година се завръща в ЦСКА.

### Лех Познан
На 16 юни 2011 г. подписва четиригодишен договор с полския Лех Познан. Тонев отбелязва първия си гол на 26 юли 2012 г. за Лех срещу азербайджанския тим на ФК Хазар Ленкоран в мач от втория предварителен кръг за турнира Лига Европа за вършил 1 – 0 за полския тим. Първия гол в полската Екстракласа вкарва на 25 август 2012 г. срещу отбора на Полония Варшава.

### Астън Вила
На 7 юни 2013 г. Тонев преминава в английския отбор Астън Вила за сумата от €3.2 млн. Главна заслуга за този трансфер има бившият състезател на Астън Вила, Стилиян Петров.

### Cелтик
От 11 август 2014 г. Тонев играе под наем в шотландския шампион Селтик с опция за продажба.  Той прави своя дебют на 13 септември и стартира с победа над Абърдийн с 2:1. 

### Ботев (Пловдив)
На 28 февруари 2019 г. подписва договор с Ботев (Пловдив) до 30 юни 2020 г.

## Национален отбор
Тонев прави своят дебют за Националния отбор на България на 11 октомври 2011 година, при загуба с 0 – 1 срещу отбора на Уелс. На 22 март 2013 година отбелязва първия си гол, в мач срещу Малта. В същия мач Тонев вкарва още два гола и записва първия си хеттрик.

## Успехи
ЦСКА София
- А група (1) – 2008
- Купа на България (1) – 2011
- Суперкупа на България (1) – 2008